# Rial północnojemeński
Rial północnojemeński – jednostka monetarna zarówno Królestwa Jemenu jak i Jemeńskiej Republiki Arabskiej. Rial północnojemeński dzielił się na 100 filsów.

## Historia
Królestwo Jemenu zaczęło wybijać własne monety podczas panowania Imama Jahji. Rial dzielił się na 160 zalat, 80 halala lub 40 buqsha. Za panowania Imama Jahji monetach znajdował się napis Imadi, a za panowania Ahmada Jahji napis Ahmadi. W związku z tym walutę nazywano rialem Imadi lub rialem Ahmadi.
Nowocześniejsze monety wprowadzono w 1963 po ustanowieniu Jemeńskiej Republiki Arabskiej. Był to jeden z ostatnich krajów, który przyjął dziesiętny system walutowy. W 1974 rial podzielono na filsy, lecz przez inflację zniknęły z obiegu.
Po zjednoczeniu Jemenu w 1990 rial północnojemeński został zastąpiony rialem jemeński w kursie 1:1.

## Banknoty
W 1964 roku rząd Jemenu Północnego wprowadził do obiegu pierwsze banknoty – 1, 5 i 10 riali. W 1966 zostały zastąpiony przez 10 i 20 buqsha, a w 1969 przywrócono z powrotem riale. W 1971 wprowadzono 20 i 50 riali północnojemeńskich.
27 lipca 1971 powstał Centralny Bank Jemenu z siedzibą w Sanie, stolicy Jemeńskiej Republiki Arabskiej, który przejął zadania Jemeńskiej Kasy Emisyjnej. Gdy w 1990 Jemeńska Republika Arabska (Jemen Północny) zjednoczyła się z Ludowo-Demokratyczną Republiką Jemenu (Jemen Południowy) północny Centralny Bank Jemenu i południowy Bank Jemenu utworzyły Centralny Bank Jemenu.